# Micrococcaceae
Le Micrococcaceae Pribram, 1929 sono una famiglia di batteri Gram-positivi, cocchi immobili, aerobi o anaerobi facoltativi, catalasi positivi.

## Tassonomia
La famiglia comprende i seguenti generi:
- Acaricomes Pukall et al. 2006
- Arthrobacter Conn and Dimmick 1947 emend. Koch et al. 1995
- Auritidibacter Yassin et al. 2011
- Citricoccus Altenburger et al. 2002 emend. Nielsen et al. 2011
- Kocuria Stackebrandt et al. 1995
- Micrococcus Cohn 1872 emend. Wieser et al. 2002
- Nesterenkonia Stackebrandt et al. 1995 emend. Li et al. 2005
- Renibacterium Sanders and Fryer 1980
- Rothia Georg and Brown 1967
- Sinomonas Zhou et al. 2009
- Zhihengliuella Zhang et al. 2007 emend. Tang et al. 2009
- Yaniella Li et al. 2008

## Caratteristiche
I batteri di questa famiglia riducono i  nitrati a nitriti e tollerano forti pressioni osmotiche causate da elevate concentrazioni di zucchero e sale. 
Fermentano gli zuccheri con produzione di acido lattico oppure li utilizzano per via respiratoria. 
L'intervallo di temperatura ottimale per la crescita è di 30-37 gradi, e di pH tra 5-9, hanno attività proteolitiche, saccarolitiche e lipolitiche.